# Guiomar de Grammont
Guiomar de Grammont, née à Ouro Preto le 3 octobre 1963, est une écrivaine, éditrice, commissaire d'exposition, dramaturge, historienne est philosophe brésilienne.
Elle a créé le Fórum das Letras (Forum des lettres), un événement littéraire à l'Université fédérale d'Ouro Preto (UFOP) dans le Minas Gerais.
Elle est professeure titulaire et a été directrice de l'Institut de philosophie, d'art et de culture de l'UFOP pendant deux mandats.
Elle a été commissaire de l'Hommage au Brésil au Salon du livre de Paris en 2015 et rédactrice en chef d'Editora Record en 2012 et 2013.

## Biographie

### Jeunesse et formation
Guiomar Maria de Grammont Machado de Araújo e Souza naît à Ouro Preto le 3 octobre 1963,.
Guiomar de Grammont accompagne sa famille qui déménage beaucoup, notamment à Brasília et à Goiás, la ville natale de son père. La famille paternelle aux coutumes plus libérales et au fort penchant intellectuel contraste avec la famille sobre et religieuse de sa mère, qui vient d'Ouro Preto ; ce paradoxe marque également la formation artistique de Guiomar. Elle est l'un des six enfants d'un père qui était étudiant en ingénierie à l'École des mines d'Ouro Preto (pt), et une victime de la dictature militaire, dont l'exécution ressemble à celle de Vladimir Herzog.
Entre des allers-retours à Ouro Preto, la famille s'installe définitivement dans la ville natale de Grammont, où elle étudie au lycée catholique archidiocésain et où, à 16 ans, elle tombe enceinte de Raíssa, née de son union avec Paulo, étudiant en ingénierie comme son père devenu professeur de chimie dans le même collège que sa jeunesse.

### Carrière d'enseignante
Après avoir réussi l'examen d'entrée en 1981, elle rejoint la première classe d'histoire de l'Institut des sciences humaines et sociales de l'Université fédérale d'Ouro Preto. Dans les années 1980, elle continue à enseigner dans sa ville natale dans des écoles publiques et privées.
En 1983, naît Maíra, leur deuxième fille.
Au début de la décennie suivante, elle commencé à enseigner dans un collège privé de Governador Valadares, période pendant laquelle elle a Pedro, son troisième enfant.
En 1993, elle retourne à Ouro Preto pour enseigner à l'Institut d'art et de culture, où elle obtient une spécialisation en art et culture baroques et devient titulaire en 1995 à la suite d'un concours public. Son lien avec l'institution donne lieu à de nombreux événements et colloques.
En 1998, elle obtient une maîtrise en philosophie, après une thèse soutenue à l'Université fédérale de Minas Gerais.
Entre 1999 et 2000, elle effectue un stage à l'École des hautes études en sciences sociales de Paris, où elle est encadrée par le professeur Roger Chartier et rencontre son ami Rui Tavares. Elle y retourne en 2007, où elle est professeur invité.
Entre novembre 1999 et février 2000, elle est l'organisatrice du colloque « Autour du Brésil Baroque », à l'Ambassade du Brésil en France, à l'occasion de l'exposition « Brésil Baroque : Entre Ciel et Terre » qui s'est tenue au musée du Petit Palais.
Grammont termine son doctorat en littérature brésilienne à l'Université de São Paulo en 2002 sous la direction de João Adolfo Hansen (pt),.
Elle est coordinatrice du Festival de Inverno de Ouro Preto e Mariana (festival d'hiver d'Ouro Preto et Mariana) de 2004 à 2007.
Elle est la créatrice et l'organisatrice du Fórum das Letras (Forum des lettres), un événement littéraire qui se tient à l'Université fédérale d'Ouro Preto (UFOP) dans le Minas Gerais depuis 2004, et qui a acquis « la dimension d'une importante plateforme pour le lancement de nouvelles idées, en phase avec la physionomie changeante du panorama littéraire ». Elle est aussi commissaire de la Biennale du livre de Minas Gerais, qui se tient à Belo Horizonte, sans pour autant quitter la portée populaire.
En 2007, elle est la commissaire du Café littéraire de la Biennale de Rio de Janeiro ainsi que de la Biennale de Bahia.
En 2008 et 2009, elle organise, avec Inês Pedrosa (pt), « Letras em Lisboa », une rencontre d'écrivains lusophones, version portugaise du forum organisé à Ouro Preto.
En 2009, elle a également été commissaire de la partie brésilienne du Salon du livre latino-américain de Paris.
En 2012, elle prend la tête du département de littérature de la maison d'édition Record.

## Œuvre
La production littéraire de Guiomar de Grammont est basée sur la « limite de la prose et de la poésie », c'est-à-dire que dans la « synthèse poétique elle cherche à configurer l'intensité de l'expérience de ses personnages ».
Le livre Aleijadinho et l'avion, basé sur sa thèse de doctorat soutenue à l'USP, est « tombé comme une bombe dans le Minas Gerais » de par son contenu révisionniste et critique à l'égard de la mystification de Aleijadinho. Depuis son lancement, il a fait face à « des regards obliques de la part des critiques et des collectionneurs qui, d'une heure à l'autre, ont vu leur héros colonial informe tomber à terre ». Le livre a été qualifié par João Adolfo Hansen d'« ironique, intelligent et courageux ».

### Anthologie
- O achamento de Portugal

### Contes
- Corpo e sangue, 1991
- O fruto do vosso ventre, 1994 (trad. en espagnol, allemand et français[réf. souhaitée])
- Fuga em Espelhos, 2001
- Caderno de Pele e de Pelo (bilingue portugais / français, auto-édition)
- Sudário, 2006

### Critique littéraire
- Don Juan, Fausto e o Judeu Errante em Kierkegaard, 2003

### Théâtre
- Medeias
- Olympia, 2001
- Ele: o Outro
- Lírios
- Tabu
- Assim seja

### Romans
- A casa dos espelhos, 1992
- Palavras cruzadas, 2015

### Historiographie
- O Aleijadinho eo Aeroplano - o Paraíso Barroco ea Construção do Herói Colonial, 2008